# Tatura
Tatura är en ort i Australien. Den ligger i kommunen Greater Shepparton och delstaten Victoria, omkring 150 kilometer norr om delstatshuvudstaden Melbourne. Tatura ligger 115 meter över havet och antalet invånare är 3 533.
Närmaste större samhälle är Shepparton, omkring 16 kilometer nordost om Tatura.
Trakten runt Tatura består till största delen av jordbruksmark. Runt Tatura är det glesbefolkat, med 9 invånare per kvadratkilometer. Genomsnittlig årsnederbörd är 612 millimeter. Den regnigaste månaden är februari, med i genomsnitt 97 mm nederbörd, och den torraste är oktober, med 26 mm nederbörd.